# Associação Desportiva Niterói
La Associação Desportiva Niterói fue un equipo de fútbol de Brasil que jugó en el Campeonato Brasileño de Serie A, la primera división de fútbol en el país.

## Historia
Fue fundado el 11 de abril de 1944 en el municipio de Niterói del estado de Río de Janeiro con el nombre Manufatora Atlético Clube por un grupo de empleados de la Compania Manufatora Fluminense de Tecidos del barrio de Barreto.
En los años 1950 participó en el desaparecido Campeonato Fluminense, el cual ganó por primera vez en el año 1958 luego de vencer en la final al Rio Branco de Campos y con ello se convirtió en el primer equipo del estado de Río de Janeiro en participar en el Campeonato Brasileño de Serie A, la primera división nacional.
Su primera participación fue corta ya que fue eliminado en la primera ronda del grupo este 0-4 por el Rio Branco Atlético Clube del estado de Espírito Santo, finalizando en el puesto 14 entre 16 equipos.
En 1977 fue campeón fluminense por segunda ocasión venciendo en la final al AD Itaboraí, y al año siguiente cambiaron su nombre por el de Associação Desportiva Niterói, entrando al año siguiente en el Campeonato Carioca, donde solo logró malos resultados que lo llevaron al descenso en 1981 y a su desaparición en 1983.

## Palmarés
- Campeonato Fluminense: 2

1958, 1977
- Campeonato Niteroiense: 3

1963, 1969, 1970

## Jugadores

### Jugadores destacados
- Altair[6]